# Teufelskirche (Karstquelle)
Koordinaten: 47° 47′ 13,1″ N, 14° 12′ 14,7″ O
Die Teufelskirche ist ein Felsbogen und eine Karstquelle im Sengsengebirge in Oberösterreich.

## Lage und Beschreibung
Die Teufelskirche liegt in einer Höhe von 544 m ü. A. am linken (südlichen) Hang  des Rettenbachgrabens im Gemeindegebiet von St. Pankraz. Es handelt sich um einen natürlichen Felsbogen im Jurakalk, der rund 16 m breit und 12 m hoch ist. Er ist von einem aus Fichten und Buchen bestehenden Wald umgeben. Der Felsbogen und die unterhalb austretenden Quellen wurden 1984 zum Naturdenkmal erklärt.

## Hydrologie

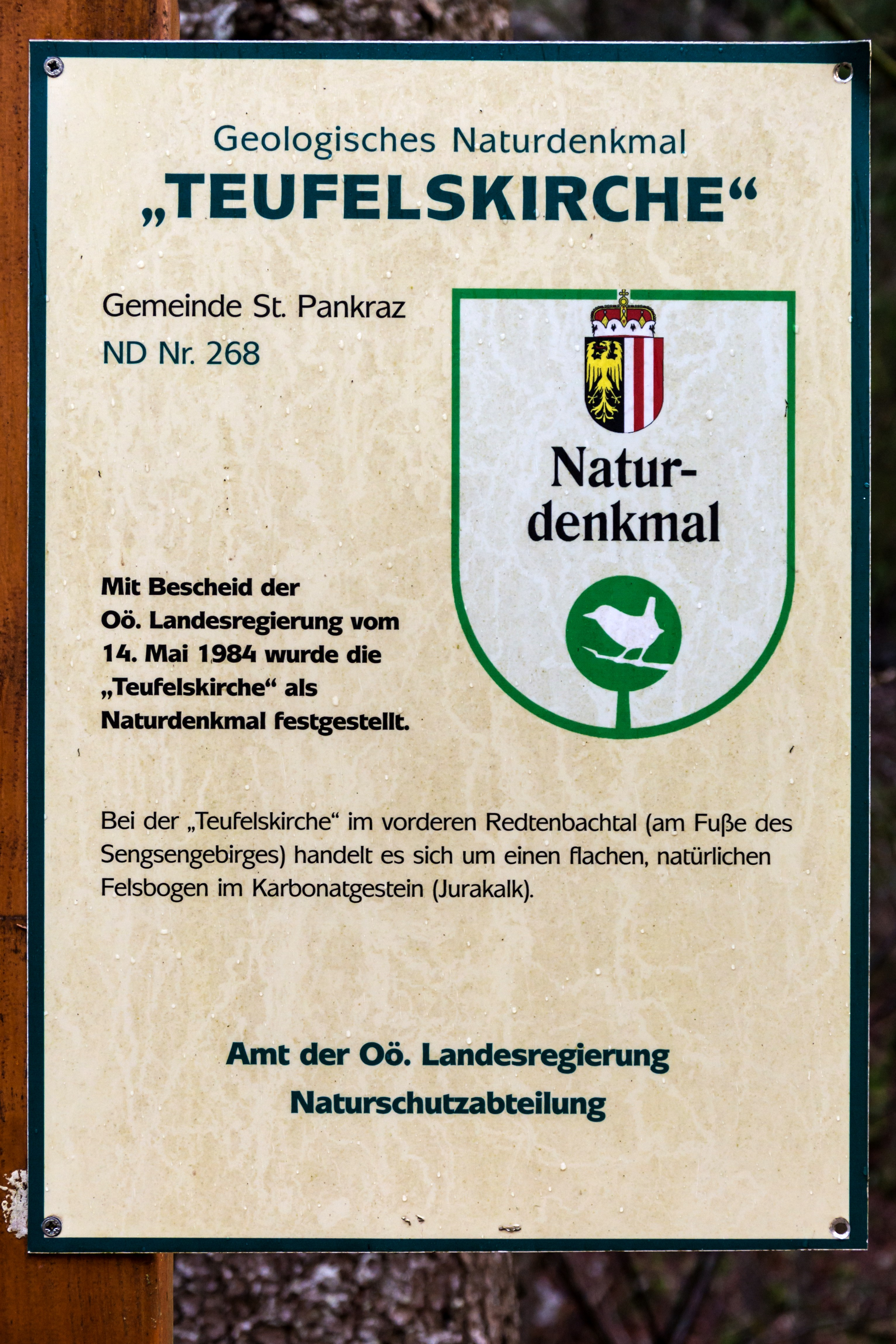
Informationstafel zum Naturdenkmal Teufelskirche

Die Quelle entspringt je nach Wasserführung in unterschiedlicher Höhe. Das Wasser fließt nach kurzer Strecke in den Graben des Vorderen Rettenbachs, der oberhalb nur zeitweise Wasser führt.
Die  Quellschüttung schwankt stark und steigt insbesondere mit der Schneeschmelze oder Niederschlägen rasch an. Wenn die Wasserführung ansteigt, sinken gegengleich Leitfähigkeit und Wassertemperatur.
Seit 1995 befindet sich an der Teufelskirche eine Messstelle des Hydrographischen Dienstes Oberösterreich. Die mittlere Schüttung beträgt 1028 l/s (Reihe 1995–2011), das Minimum 20 l/s (gemessen am 17. September 2006), das Maximum 37.390 l/s (12. August 2002). Die Wassertemperatur schwankt zwischen 1,9 und 12,0 °C bei einem Mittelwert von 6,5 °C, die Leitfähigkeit zwischen 127 und 318 μS/cm bei einem Mittelwert von 218 μS/cm.
Ein besonderes Verhalten weist die Quelle bei Niederwasser auf. Unter einem Pegelstand von rund 44 cm beginnt der Wasserstand plötzlich um 1,5 cm zu fallen, steigt dann aber sofort wieder um 2,4 cm an und damit auf einen höheren Stand als zuvor. Die Dauer dieser Pulsation beträgt anfangs 2,5 Stunden, wird aber immer kürzer, während die Amplitude immer größer wird. Der Grund für dieses Verhalten ist bislang nicht geklärt.